# Dudu Zulu
Dudu Mntowaziwayo Ndlovu (Soweto, 25 de diciembre de 1957-KwaZulu-Natal, 4 de mayo de 1992) fue un músico sudafricano integrante de los grupos Juluka y Savuka.

## Biografía
Nació y se crio en las calles de Johannesburgo, debiendo sufrir el hacinamiento y la opresión del apartheid. En 1975 Johnny Clegg, el líder y fundador de la banda Juluka lo contrató como nuevo integrante del grupo y Zulu jamás lo abandonó.
En 1992 Zulu vivía en KwaZulu-Natal donde se desarrollaba la llamada guerra de taxis y era ya un artista reconocido en toda Sudáfrica, por este motivo sufrió un ataque con armas de fuego mientras se encontraba en su casa. Zulu fue encontrado en un descampado polvoriento y se determinó que murió asesinado producto de nueve proyectiles de AK-47.

## Legado
En la actualidad, el asesinato de Dudu Zulu es considerado un crimen del apartheid. En 2009 Johnny Clegg trabajó en la banda sonora de la película Invictus y como homenaje a su difunto amigo, Clegg le dedicó la canción The Crossing que elaboró para el filme.